# Zuid- en Noord-Schermer
Zuid- en Noord-Schermer est une ancienne commune néerlandaise de la province de la Hollande-Septentrionale.
La commune de Zuid- en Noord-Schermer a existé jusqu'au 1er août 1970, quand elle fusionna avec Oterleek et Schermerhorn pour former la nouvelle commune de Schermer.